# Cornbread

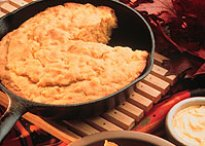
Cornbread preparado en una sartén.

El cornbread (pan de maíz en español), conocido también como Johnny cake, es una especie de pan elaborado con harina de maíz. Se caracteriza por ser de preparación rápida ya que no necesita de fermentación, basta preparar una simple masa de harina de maíz y ponerla a calentar en una sartén. 

## Corn pound
Corn pone (algunas veces conocido como "Indian pone") es un tipo de pan de maíz hecho a partir de una masa espesa de harina de maíz que se cuece en un tipo específico de plancha de hierro sobre un fuego abierto usando mantequilla, margarina o aceite. El corn pone ha sido un elemento básico de la cocina del sur de EE. UU. descrito por muchos escritores norteamericanos, como  Mark Twain. En los Montes Apalaches, pan de maíz cocido en sartén redonda todavía se conoce como un "pone of cornbread" (la traducción de "pone" sería "aplazar", con lo que el juego de palabras sería "aplazar el pan de maíz").
El término corn pone se utiliza a veces para referirse a una persona que posee ciertas peculiaridades rurales, es poco sofisticada o como adjetivo para describir en particular las zonas de características rurales, folk o "paleto" como un peyorativo, a menudo dirigido a las personas de las zonas rurales del sur y medio oeste de EE. UU.